# Paweł Dycha
Paweł „dycha“ Dycha (* 11. August 1997) ist ein polnischer E-Sportler in der Disziplin Counter-Strike: Global Offensive, welcher aktuell für Betclic spielt.

## Karriere
Dycha begann seine professionelle Karriere 2018, wobei er zunächst kurzzeitig bei kleineren polnischen Teams spielte. Zu Beginn des folgenden Jahres spielt er kurzzeitig für Team Kinguin und devils.one, bevor er zu Aristocracy wechselte. Mit seinem neuen Team gewann er 2019 die polnische Ausgabe der ESL-Meisterschaft und er erzielte das Halbfinale bei der DreamHack Open Summer 2019 und dem Games Clash Masters 2019.
2020 wechselte er zur deutschen Organisation Sprout. In diesem Jahr gewann er die Frühlingsausgabe der deutschen ESL-Meisterschaft gegen Berlin International Gaming. In der ESL One: Cologne 2020 Online - Europe erreichte er zudem nach einer Niederlage gegen Team Vitality das Viertelfinale. Nachdem er Anfang 2021 das Finale der Herbstmeisterschaft der ESL-Meisterschaft gewonnen hatte, wechselte Dycha zur finnischen Organisation Ence.
Im folgenden Jahr erzielte er den zweiten Platz bei der Intel Extreme Masters XVI - Fall: Europe, womit er sich erstmals mit dem PGL Major Stockholm 2021 für ein Major-Turnier qualifizieren konnte. Er erreichte nach einer Niederlage gegen Mouz den 15.–16. Platz.
2022 gewann er den Blast Premier: Spring European Showdown 2022. Zudem erreichte Dycha das Finale in der ESL Pro League Season 15, der IEM Dallas 2022 und der ESL Challenger at DreamHack Rotterdam 2022. Nachdem er das PGL Major Antwerp 2022: European RMR B auf dem vierten Platz beendete, qualifizierte er sich für das PGL Major Antwerp 2022. Dort erreichte er den nach einer Niederlage gegen Natus Vincere den 3.–4. Rang. Das IEM Major: Rio 2022 beendete er auf dem 15.–16. Rang.
2023 erreichte Dycha zunächst den dritten Platz im CCT Season 1 Central Europe Malta Finals und den 3.–4. Rang in der ESL Pro League Season 17. Das BLAST.tv Major: Paris 2023 beendete er auf dem Platz 12.–14. Anschließend siegte er bei der Intel Extreme Masters Dallas 2023. Im diesem Jahr erreichte Dycha zusätzlich das Finale in der ESL Challenger Katowice 2023, der IEM Cologne 2023, dem Gamers8 2023 sowie das Halbfinale in der ESL Pro League Season 18 und der Elisa Masters Espoo 2023.
Im folgenden Jahr erzielte er den 20.–22. Rang im PGL Major: Kopenhagen 2024. Im Mai wurde er bei Ence auf die Bank gesetzt. Im Juli wechselte er zu Monte. Mit seinem neuen Team erreichte er das Halbfinale in der ESL Challenger Katowice 2024.
Im Februar 2025 kündigte er eine kurzzeitige Pause seiner Karriere an, wodurch er auf die Bank gesetzt wurde. Im Juli wechselte er zum Team Betclic.

## Erfolge
Dies ist ein Ausschnitt der Erfolge von Dycha. Da Counter-Strike in Wettkämpfen stets in Fünfer-Teams gespielt wird, beträgt das persönliche Preisgeld ein Fünftel des gewonnenen Gesamtpreisgeldes des Teams.
| Jahr | Platz | Turnier                                    | Team        | Persönliches Preisgeld |
| ---- | ----- | ------------------------------------------ | ----------- | ---------------------- |
| 2019 | 3.–4. | DreamHack Open Summer 2019                 | Aristocracy | 02.000 $               |
| 2019 | 3.–4. | Games Clash Masters 2019                   | Aristocracy | 02.000 $               |
| 2020 | 1.    | ESL Meisterschaft: Spring 2020             | Sprout      | 02.500 €               |
| 2021 | 1.    | ESL Meisterschaft: Autumn 2020             | Sprout      | 03.000 €               |
| 2021 | 2.    | IEM XVI - Fall: Europe                     | Ence        | 03.500 $               |
| 2022 | 2.    | ESL Pro League Season 15                   | Ence        | 018.000 $              |
| 2022 | 3.–4. | PGL Major Antwerp 2022                     | Ence        | 014.000 $              |
| 2022 | 2.    | IEM Dallas 2022                            | Ence        | 08.400 $               |
| 2022 | 2.    | ESL Challenger at DreamHack Rotterdam 2022 | Ence        | 04.000 $               |
| 2023 | 3.    | CCT Season 1 Central Europe Malta Finals   | Ence        | 03.000 $               |
| 2023 | 3.–4. | ESL Pro League Season 17                   | Ence        | 010.000 $              |
| 2023 | 1.    | IEM Dallas 2023                            | Ence        | 020.000 $              |
| 2023 | 2.    | ESL Challenger Katowice 2023               | Ence        | 04.000 $               |
| 2023 | 2.    | IEM Cologne 2023                           | Ence        | 036.000 $              |
| 2023 | 2.    | Gamers8 2023                               | Ence        | 036.000 $              |
| 2023 | 3.–4. | ESL Pro League Season 18                   | Ence        | 010.000 $              |
| 2023 | 3.–4. | Elisa Masters Espoo 2023                   | Ence        | 03.000 $               |
| 2024 | 3.–4. | ESL Challenger Katowice 2024               | Monte       | 02.000 $               |